# Calaveras Big Trees State Park
Calaveras Big Trees State Park is een staatspark van de Amerikaanse staat Californië. Het omvat twee groepen van oude reuzensequoia's (Sequoiadendron giganteum) op de westelijke flanken van de Sierra Nevada in Calaveras en Tuolumne County. In de North Grove staan zo'n honderd volwassen sequoia's, terwijl er in de South Grove naar schatting duizend staan. Het park is in totaal 2.630 hectare groot en omvat ook gemengde coniferenbossen.
De Calaveras Big Trees zijn al een toeristische trekpleister sinds 1852, toen het bestaan van deze bomen algemeen bekend werd. Het staatspark, dat in 1931 als dusdanig werd opgericht, wordt daarmee weleens de oudste toeristische attractie van Californië genoemd. In de jaren 1850 werden er nog enkele reuzensequoia's geveld, waaronder de Discovery Tree (waarvan een deel van de stam nog steeds in het staatspark ligt) en Mother of the Forest (vermoedelijk de oudste en grootste boom, die ten onder ging nadat iemand er de dikke bast afgehaald had).
De bekendste nog levende boom in het park was – tot 2017 – de Pioneer Cabin Tree, waarin in de 19e eeuw een doorgang was gemaakt, zoals in de Wawona Tree. De fotogenieke boom sneuvelde op 8 januari 2017 tijdens een storm.
Andere groepen van de zeldzame reuzensequoia's in oerbos vallen onder de bescherming van de nationale parken Yosemite National Park, Kings Canyon National Park en Sequoia National Park en federale bosgebieden zoals Tahoe National Forest, Sierra National Forest en Sequoia National Forest.
Er zijn twee kampeerterreinen en zes picknickplaatsen in het park. Daarnaast zijn er honderden kilometers aan wandelpaden. Andere activiteiten zoals mountainbiken en langlaufen zijn ook mogelijk. Er worden allerlei educatieve programma's aangeboden.